# Hematoma extradural
Un hematoma epidural o hematoma extradural és una acumulació de sang (hematoma) entre la duramàter (la membrana externa resistent del sistema nerviós central) i el crani; produïda per una hemorràgia extradural o hemorràgia epidural, habitualment degut a un traumatisme crani-encefàlic. Com que la duramàter també cobreix la columna vertebral, les hemorràgies epidurals també es poden produir en la columna vertebral. Aquesta situació és potencialment mortal perquè l'acumulació de la sang pot augmentar la pressió en l'espai intracranial, comprimint el delicat teixit cerebral, i causar-ne lesions. Aquesta situació és present en un u a tres per cent de lesions al cap. Entre el 15 i el 20% dels hematomes extradurals són mortals.